# Velleron
Velleron è un comune francese di 3 048 abitanti situato nel dipartimento della Vaucluse, nella regione della Provenza-Alpi-Costa Azzurra.

## Società

### Evoluzione demografica
Abitanti censiti